# Пурубора
Пурубора (Aurã, Burubora, Cujubi, Kuyubi, Miguelenho, Migueleno, Pumbora, Puroborá, Puruba, Puruborá) — почти исчезнувший один из языков семьи тупи, на котором говорят в штате Рондония (истоки реки Сан-Мигель, приток правого берега реки Гуапоре) в Бразилии.